# Staatsraad (België)
Een staatsraad is iemand die lid is van een staatsraad, een staatsorgaan. In België gaat het daarbij om leden van de Raad van State.
De Belgische Raad van State is samengesteld uit 44 staatsraden, zijnde een eerste voorzitter, een voorzitter, veertien kamervoorzitters en achtentwintig staatsraden. De staatsraden worden voor het leven benoemd. De eerste voorzitter, de voorzitter en de kamervoorzitters worden in deze functies aangewezen uit de staatsraden.
De staatsraden worden door de koning benoemd uit een uitdrukkelijk gemotiveerde lijst met drie namen, voorgedragen door de Raad van State zelf en een lijst met drie namen die alternerend door de Senaat of de Kamer van volksvertegenwoordigers wordt opgesteld. Kandidaten dienen minstens zevenendertig jaar oud te zijn en doctor, licentiaat of master in de rechten te zijn. Zij moeten minstens tien jaar juridische beroepservaring hebben.
Nationaal recht